# Dimensie 3
Dimensie 3 was een Belgisch architectenbureau voor architectuur en ruimtelijke ordening.
Het werd in 1965 opgericht door Simon Deneef, Christiaan Broekaert, Emiel van Looven en Frans Michiel Viérin (1932-2011). Dimensie 3 bouwde aanvankelijk haast uitsluitend in opdracht van de NV Expansie, eveneens in 1965 opgericht op initiatief van jurist Frans Lannoy en professor Zeger Van Hee (1909-1971). De NV Expansie stelde zich als doel om kwalitatieve private woonwijken voor een uitsluitend Vlaams cliënteel te ontwerpen in de Vlaamse Rand. Tussen 1965 en 1972 realiseerden NV Expansie en Dimensie 3 vier wijken: Zonneveld in Grimbergen (1965), Varenberg (de Witte Wijk) in Bertem (1965), Drogenberg in Overijse (1969) en Blauwe Stap in Herent (1970). In 1972 werd de NV Expansie failliet verklaard. De architectengroep Dimensie 3 zou nog tot aan de bouwcrisis van 1981 blijven bouwen. Ze realiseerde onder meer een aantal wijken met een vernieuwende stedenbouwkundige aanleg voor sociale woningbouwmaatschappijen, zoals de wijken 's-Herenwegveld (1975-1980) en Zitteblokveld (1972-1977) in Herent voor Volkswoningbouw.